# Buitenspel (boek)
Buitenspel (1986) is een boek van de Nederlandse schrijver Evert Hartman. Het boek gaat over een jongen die een buitenbeentje is, maar na een paar harde levenslessen leert dat hij ook rekening dient te houden met andere mensen in plaats van dat iedereen zich maar aan hem aanpast.

## Het verhaal
Floris is een jongen van 15 en valt op school buiten de groep. Hij is enigszins de nerd van de klas omdat hij zijn best doet, goede cijfers haalt, van klassieke muziek houdt terwijl de rest van pop houdt, en anderzijds wel weer een hekel heeft aan gymnastiek. Hij wordt dan ook voortdurend getreiterd door Rutger, Harold en Ewout, drie typische rijkeluiskindjes. Maar ook de rest van de klas heeft weinig met hem op. Floris' enige vriend is Arjan, en dat is hij alleen omdat Arjan eveneens een buitenbeentje is. Arjan komt namelijk uit de Keulse buurt, een achterstandswijk. Arjan wil, in tegenstelling tot Floris, wel heel graag 'erbij horen', en wil daarom graag tennissen.
Floris' ouders wonen in een groot huis, waarin ze kamers verhuren omdat ze financiële problemen hebben. Een aantal huurders zijn de leraar Frans Ravelli, de PABO-studente Pauline, en de ongure De Jong.
De sfeer op school verslechtert nadat Ravelli een proefwerk heeft gegeven dat zo slecht was dat iedereen die een onvoldoende had het na schooltijd moet overdoen. Rutger en Arjan komen niet, maar Floris weet te bewerkstelligen dat Arjan geen 1 krijgt. Hier is Rutger woedend over. Een tweede voorval kost Floris de vriendschap van Arjan: wanneer Arjan en Floris een wedstrijd van Ewout bijwonen worden ze verwijderd omdat Floris beweert dat Ewout een bal 'uit' sloeg terwijl deze 'in' was. Arjan is woedend, en wil nu ook niet meer naast Floris zitten. Ewout is uiteraard eveneens woedend op Floris vanwege diens commentaar op de wedstrijd. Floris staat er nu in de klas geheel alleen voor: niemand wil nog met hem praten, en Ewout en Rutger beginnen hem uit wraak te pesten.
Floris probeert zijn ouders nu te overtuigen hem naar een andere school te sturen, onder andere door opzettelijk onvoldoendes te halen. Floris' ouders weigeren hem echter naar een andere school te laten gaan. Ewout, Harold en Rutger gaan door met pesterijen, die er uiteindelijk toe leiden dat Floris met gym een werpspeer naar Ewout gooit.
Dan hoort Floris zijn vader op een dag met De Jong praten, en ontdekt dat De Jong zijn vader probeert te betrekken bij een fraudeplan. Hij probeert met zijn vader te praten, maar die beweert al niet meer terug te kunnen. Nadat hij een hartaanval krijgt bedenkt hij zich en wil de fraude toch bekennen en De Jong aangeven.
Rond deze tijd vernielen Floris' klasgenoten De Jongs autobanden omdat ze denken dat het de auto van Ravelli is, dit uit wraak voor het proefwerk. De Jong denkt dat Floris de dader is en valt woedend tegen hem uit. In de woordenwisseling die volgt noemt Floris de fraude, iets wat hij beter had kunnen laten. Een paar dagen later wordt hij door De Jongs handlangers ontvoerd en in een loods gevangengezet.
Floris wil ontsnappen maar is niet lenig genoeg. Hij bedenkt zich dat sport toch soms wel handig kan zijn, en realiseert zich ook dat zijn grote mond misschien ook wel een oorzaak is van zijn problemen. Uiteindelijk weet Floris toch te ontsnappen, en De Jong en zijn maten worden ingerekend.
Floris keert terug in de klas, en merkt een aantal dingen op. Zijn klasgenoten tonen zich meelevend, en hij beseft dat hij zich niet had gerealiseerd dat ze ook zo konden zijn. Verder blijkt dat uitgerekend Harold de politie had gewaarschuwd omdat hij een deel van de ontvoering had gezien. Floris beseft dat zijn klas helemaal niet zo onaardig is, maar dat hij in feite zichzelf geïsoleerd had.